# Pla S
Plan S és una iniciativa de publicació científica d'accés obert llançada el 2018 per «cOAlition S», un consorci d'agències nacionals de recerca i fundadors de dotze països europeus. El pla requereix que científics i investigadors es beneficiïn d'organitzacions i institucions de recerca finançades per l'estat i publiquin el seu treball en dipòsits oberts o en revistes que estiguin disponibles per a tothom a l'any 2021. La «S» significa «xoc».